# Ficimia olivacea
Ficimia olivacea là một loài rắn trong họ Rắn nước. Loài này được Gray mô tả khoa học đầu tiên năm 1849.